# Pouriwai Falls
Die Pouriwai Falls sind ein Wasserfall in der Region Southland auf der Südinsel Neuseelands. Nördlich der Ortschaft Haldane liegt er in Nachbarschaft zu den Punehu Falls im Lauf des Waipohatu Stream. Seine Fallhöhe beträgt rund 10 Meter.
Vom Parkplatz am Ende der Waipohatu Road führt der Waipohatu Waterfall Track in etwa 1 Stunde und 15 Minuten zum Wasserfall.